# Stemma di Cava de' Tirreni
Lo stemma della Città di Cava de' Tirreni è costituito da uno scudo sannitico di diviso verticalmente in due metà: a destra (sinistra per chi guarda lo stemma) palato di rosso e d'oro, mentre a sinistra (destra per chi guarda) di color argento a tre fasce di rosso. Lo scudo è timbrato da una corona da città.

## Blasonatura

Gonfalone della città

Lo stemma, concesso con decreto del presidente della Repubblica del 24 dicembre 1965 e modificato con D.P.R. del 10 ottobre 2013, ha la seguente blasonatura:
La descrizione del gonfalone, approvato con lo stesso provvedimento, è la seguente:

## Storia

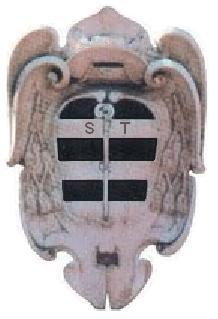
Stemma della Badia di Cava

Inizialmente Cava portava quale stemma quello del proprio feudatario, la Badia di Cava, composto da tre fasce nere su fondo argento da cui però veniva tolto il pastorale, posto verticalmente, e le iniziali S.T. (Santissima Trinità) presenti sulla fascia centrale. Quando, il 7 agosto 1394, papa Bonifacio IX elevò il borgo al rango di Città lo stemma venne modificato cambiando il colore delle fasce da nero a rosso. In seguito, grazie al privilegio concesso da Ferdinando I di Napoli nel 1460, in conseguenza del valore e della fedeltà dimostrate dai cavesi, alla città venne data facoltà di aggiungere le armi d'Aragona e di cimare con la corona reale lo scudo civico:
Nel 1495, durante il breve regno di Carlo VIII fu aggiunto un giglio d'oro ma la modifica fu eliminata in conseguenza della sconfitta dei francesi e il ritorno del re Ferdinando II.

Stemma di Cava de' Tirreni dal 1965 al 2009

Lo stemma fu quindi riconosciuto con D.P.R. del 24 dicembre 1965 recante la seguente blasonatura:
Questo stemma ha nel primo partito solo due fasce, una di oro e di rosso, mentre una rilettura della concessione originale da parte dello storico Livio Trapanese, e le relative ricerche da lui effettuate presso l'archivio di Stato di Napoli, ha portato a modificare lo stemma interpretando il duas presente nella concessione reale del 1460 come due di ognuna e non due in totale.
Con delibera consiliare del 16 luglio 2013 è stato approvato il nuovo stemma, sormontato però da una corona a cinque fioroni e non più da quella di Città, mentre quale gonfalone è stato confermato quello concesso nel 1965 dal Presidente della Repubblica, partito di giallo e di rosso.
Lo stemma, confermato nel 2014 da un decreto del presidente della Repubblica, è stato presentato il 19 settembre 2014 dal sindaco Marco Galdi e da Livio Trapanese.